# Jagdgeschwader 20
Il Jagdgeschwader 20 (JG 20 - 20º stormo caccia) fu un reparto aereo della Luftwaffe, l'aeronautica militare tedesca, attivo dal 1939 al 1940. L'unico tipo di velivolo impiegato dallo stormo fu il Messerschmitt Bf 109.

## Storia

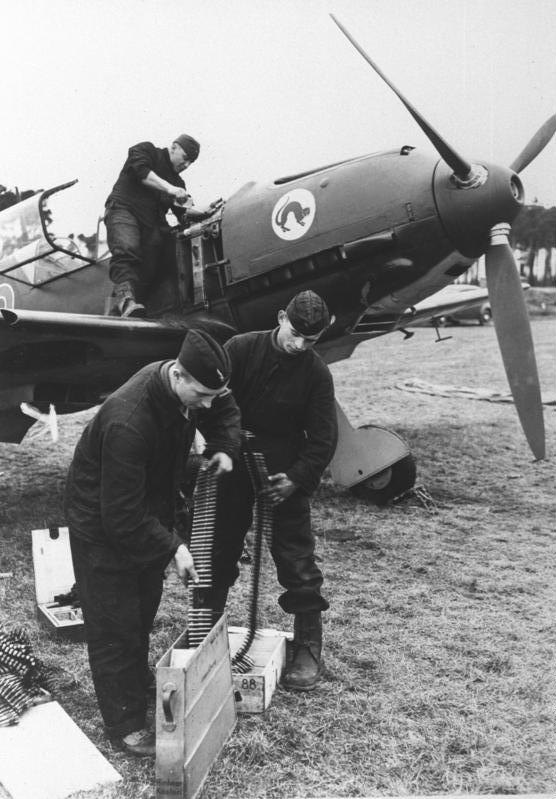
Personale di terra della Luftwaffe impegnato nelle operazioni di ricaricamento di un Bf 109E, 1939. Sul cofano motore del velivolo spicca il "gatto", emblema del 2./JG 20.

Il reparto, fondato il 15 luglio 1939 a Döberitz, all'inizio comprendeva un Gruppe e due Staffeln (squadriglie). Il 5 novembre fu aggiunta una terza Staffeln, basata a Brandeburgo-Briest.
Durante la Campagna di Francia il reparto fu sotto al comando della Luftflotte 2. Il 4 luglio 1940 il reparto si fuse col JG 51, e il I./JG 20 divenne il III./JG 51. Le tre Staffeln furono così riorganizzate: la 1./JG 20 divenne la 7./JG 51, 2./JG 20 divenne la 8./JG 51 e la 3./JG 20 divenne la 9./JG 51.

## Comandanti

### Gruppenkommandeure (comandanti di gruppo)[1]

#### I./JG 20
- Major Siegfried Lehmann (15 luglio 1939 – 18 settembre 1939)
- Hauptmann Hannes Trautloft (23 settembre 1939 – 2 luglio 1940)